# President Masaryk (річковий корабель)

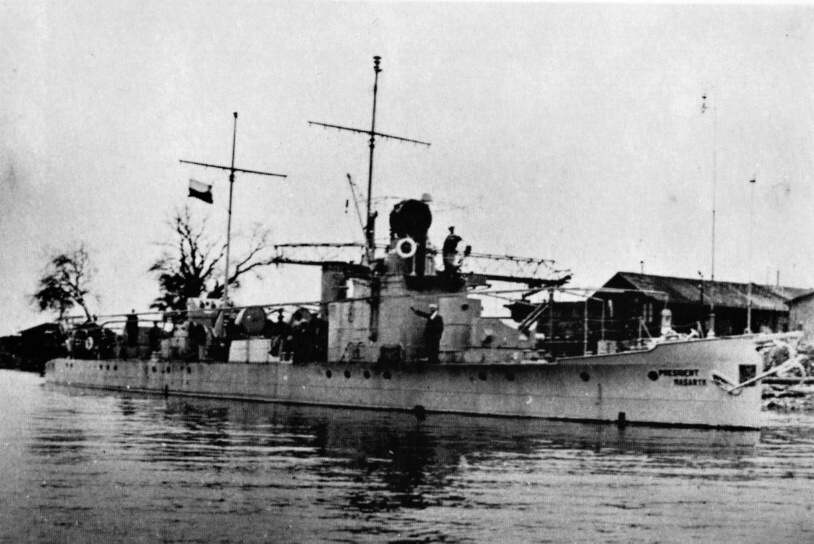
Патрульний корабель "President Masaryk"

«Президент Масарик» (чеськ. President Masaryk) — річковий канонерський човен Дунайської флотилії Першої Чехословацької республіки, що перебував у складі річкових сил цієї держави з 1932 по 1939 роки. Іноді цей корабель розглядають як річковий монітор, водночас тогочасні річкові монітори на Дунаї, приміром кораблі типу "Сава", були значно більшими та несли потужніше озброєння. Офіційно "Президент Масарик" класифікувався як "патрульний корабель" (чеськ. Hlídková loď).   
Це був флагман і найбільший бойовий корабель Чехословаччини при наявності чотирьох 66-мм гармат. Корабель був захоплений німцями і під назвою «Бехеларен» ніс службу у Дунайської флотилії Третього рейху. Після війни його повернули Чехословаччини. Корабель розібрали у 1978 році.

## Будівництво та служба в Чехословаччині
У 1920-ті роки річкова флотилія Чехословаччини складався з колишніх суден ВМС Австро-Угорщини. Планувалося побудувати два великих патрульних кораблі для річкової флотилії, однак було збудовано лише один — «Президент Масарик». Проєкт монітора був заснований на австрійському канонерському човні «Вельс» (нім. SMS Wels).
Будівництво судна велося на верфі компанії Škoda Works в Комарно. Корпус корабля був розділений на 15 водонепроникних відсіків. Чехословацькі компанії виготовляли різні деталі корабля: сталеві пластини виробництва Poldi Kladno, двигуни виробництва Škoda (заводи в Пльзені), також встановлено ґвинти виробництва німецької компанії Zeis з Гамбурга та котли Ярроу.
Судно було закладено в серпні 1929 року, спущено в 1930 або 1931 році. На випробуваннях з'ясувалося, що корабель не відповідав специфічним вимогам, тому його відправили для проведення додаткових робіт. У процесі модифікації замість односекційних двигунів було встановлено двосекційні. Після завершення модифікації та проведення ходових випробувань максимальна швидкість монітора зросла з 13,8 вузлів до 16,7. З 1932 року монітор під ім'ям «Президент Масарик» (чеськ. President Masaryk), названий на честь першого чехословацького президента, був на озброєнні Дунайської флотилії Чехословаччини і патрулював Дунай, виходячи з бази в Братиславі. Цей корабель був єдиним чехословацьким кораблем  1930-х років, співмірним за силою з моніторами річкових флотилій країн, через які протікає Дунай (Югославія та Румунія).

## Служба в Німеччині
У 1939 році після анексії Чехословаччини корабель опинився в руках німців. До 1941 року він базувався в Лінці і продовжував патрулювати Дунай, а в 1941 році було відправлено на територію окупованої німцями Сербії. В 1943 році корабель повернувся до Лінцу й пройшов модернізацію: корпус подовжено на 30 см, змінили форму корми, встановили замість парових котлів дизельні двигуни для підводних човнів виробництва компанії MAN (потужність кожного двигуна 1800 л. с.). Замість основних димарів були встановлені вихлипні труби по бортах корабля, замість одного стерна встановили два. Звільнений після заміни силової установки простір німці зайняли зчетвереною 20-мм зенітною установкою, окрема 20-мм гармата на кормі було замінено 37-мм гарматою, кулемет на носі корабля було знято.
У 1944 році судно, перейменоване в «Бехелярен» (нім. Bechelaren), вирушило на Нижній Дунай. В ніч з 5 на 6 квітня 1944 року радянські бомбардувальники скинули бомби на конвой, який супроводжував «Бехелярен»: корабель отримав ушкодження і змушений був стати на ремонт. Він поплив у Вишеград, а потім у Лінц: там зняли чотири 66-мм корабельні гармати, оскільки для них не виготовлялися гарматні, і замінили їх двома 88-мм корабельними гарматами SK C/35 з легкими гарматними щитами. Пізніше «Бехелярен» продовжив службу на території Югославії та Угорщини. У 1944 році в австрійському Мельку монітор під час Балатонської операції потопив два радянських бронекатери.

## Після війни
11 травня 1945 року екіпаж «Бехелярена» здався частинам Армії США в Лінці. У 1947 році корабель без зброї повернули Чехословаччини, і чехословаки відправили його на ремонт. У 1951 році корабель було відремонтовано, але у військових цілях він вже не використовувався. У 1955 році його передали для цивільного користування: судно служило плавучим складом суднобудівної верфі Комарно. У 1978 році корабель було пущено на злам.